# 橢斑馬鮫
橢斑馬鮫（学名：Scomberomorus maculatus）為輻鰭魚綱鱸形目鯖亞目鯖科的其中一種，分布於西大西洋區，從加拿大至墨西哥猶加敦半島海域，棲息深度10-35公尺，本魚腹鰭間的突起小而兩裂，側線逐漸地對於尾柄彎曲下來，泳鰾不存在，身體覆蓋著小鱗片，第一背鰭黑色前面地在後部地而在末梢部的邊緣，通常銀色的有被有顯著的對橢圓的深色斑點的大約三個列的圓的側邊，背鰭硬棘17-19枚，背鰭軟條17-20枚，臀鰭軟條17-20枚，脊椎骨51-53個，體長可達91公分，棲息在沿岸海域，屬肉食性，以魚類、頭足類為食，可做為食用魚、遊釣魚，曾有雪卡魚中毒的報告。
其种加词“maculatus”意为“有斑点、斑块、斑纹的”。